# Вершино-Дарасунське міське поселення
Верши́но-Дарасу́нське міське поселення (рос. Вершино-Дарасунское городское поселение) — міське поселення у складі Тунгокоченського району Забайкальського краю Росії.
Адміністративний центр — селище міського типу Вершино-Дарасунський.

## Населення
Населення міського поселення становить 5276 осіб (2019; 5982 у 2010, 6851 у 2002).

## Склад
До складу міського поселення входить:
| Населений пункт                            | Населення, осіб (2002) | Населення, осіб (2010) |
| ------------------------------------------ | ---------------------- | ---------------------- |
| Вершино-Дарасунський, селище міського типу | 6743                   | 5946                   |
| Єгоркино, село                             | 1                      | -                      |
| Світлий, селище                            | 107                    | 36                     |